# STAR (Every Little Thingの曲)
『STAR』（スター）は、日本の音楽グループEvery Little Thingの39枚目のシングル。2011年2月23日にavex traxから発売された。

## 概要
前作『Change』より1年ぶりのリリース。
本作は40thシングル『MOON』と初の同時発売となった。当初は2か月連続リリースという案も上がっていた。
「星と月の空の下、描かれる男女の物語。」というコンセプトで、本作は女性目線の楽曲となっている。「STAR」と「MOON」を2タイトル同時購入すると、持田香織オリジナルデザインのCONVERSE ALL STARや「MOON」と「STAR」の持田直筆歌詞、10thアルバム公開レコーディング参加権（『ORDINARY』収録曲「BEGIN」のコーラス参加）などの応募特典が用意されていた。
カップリングには、27thシングル「good night」がAcoustic version 2010としてアレンジ、新たにボーカルをレコーディングし直して収録されている。
なお、プロモーションビデオには韓国の俳優チャン・グンソクが出演している。10分程度のドラマ風PVとなっている。初回盤にはそのPVを収録したDVDが付属する。

## 収録曲

### CD
1. STAR（5:01）
（作詞：持田香織 / 作曲：HIKARI / 編曲：HIKARI & Every Little Thing）
2. good night 〜Acoustic version 2010（5:38）
（作詞：持田香織 / 作曲：HIKARI / 編曲：Masafumi "Massy" Hayashi & Every Little Thing）
3. STAR (Instrumental)（5:01）
4. good night 〜Acoustic version 2010 (Instrumental)（5:35）

### DVD（初回限定盤のみ）
1. "STAR" Video Clip

## 楽曲の収録アルバム
STAR
- 『ORDINARY』
- 『Every Best Single 2 ～MORE COMPLETE～』
- 『Every Best Single 2 〜laTe period〜』